# Timo von Gunten
Timo von Gunten (Zurique, 15 de dezembro de 1989) é um cineasta, escritor e produtor cinematográfico suíço. Como reconhecimento, foi nomeado ao Oscar 2017 na categoria de Melhor Curta-metragem por La femme et le TGV.